# Hamlet (film fra 1921)
 For alternative betydninger, se Hamlet (flertydig). (Se også artikler, som begynder med Hamlet)
Hamlet er en tysk stumfilm fra 1921 af Heinz Schall og Svend Gade.

## Medvirkende
- Asta Nielsen som Hamlet
- Paul Conradi som
- Mathilde Brandt som Queen Gertrude
- Eduard von Winterstein som Claudius
- Heinz Stieda som Horatio
- Hans Junkermann som Polonius
- Anton De Verdier som Laertes